# Conversione delle unità di misura
La conversione delle unità di misura è l'applicazione di operazioni aritmetiche (in genere moltiplicazioni e divisioni) o altre funzioni più complesse svolta allo scopo di calcolare il valore di una grandezza espressa in un'unità di misura differente rispetto all'unità di misura associata al valore noto. Ad esempio se si conosce il valore di una lunghezza espressa in pollici, per ottenere il valore della stessa lunghezza espressa in centimetri è necessario moltiplicare il valore noto per un determinato fattore, che in questo caso è pari a 2,54, per cui un pollice (1 in) risulterà ad esempio uguale a 1×2,54 = 2,54 cm.
Perché tale conversione sia possibile è necessario che le due unità di misura siano dimensionalmente coerenti tra di loro. Ad esempio è possibile convertire il valore di una lunghezza espressa in un'unità di misura nel valore della stessa lunghezza espresso in un'altra unità di misura (per esempio da piedi a metri), mentre non è possibile convertire ad esempio il valore di una lunghezza nel valore di un'area (per esempio da metri a metri quadrati), essendo la lunghezza e l'area due grandezze differenti tra loro.

## Esempi
Spesso per convertire un valore da un'unità di misura ad un'altra è sufficiente moltiplicarlo per un fattore di conversione espresso con le corrette unità di misura. Di seguito sono riportati alcuni esempi per facilitare la comprensione.
Vogliamo convertire 6 piedi in metri. Sappiamo dalla tabella riportata in calce che un piede equivale a 0,3048 metri. Scriviamo allora:
6 piedi × 0,3048 m/piede = 1,8288 m
L'unità di misura "piedi" si semplifica, lasciando solamente i metri, ovvero l'unità desiderata. (essendo 0,3048 un valore definito per convenzione, la precisione del valore calcolato dipende unicamente dalla precisione del valore originale, ovvero 6 piedi: se la conversione è stata utilizzata per introdurre una nuova definizione, può essere corretto lasciare cinque cifre significative come nel nostro esempio; se invece stiamo convertendo una misura, il risultato andrebbe arrotondato in maniera opportuna.)
Supponiamo che il valore calcolato equivalga alla nostra altezza: 1,83 m. Convertiamo questo valore in pollici:
1,83 m / (0,0254 m/pollice) = 72,0 pollici
Possiamo verificare il risultato eseguendo l'operazione inversa:
72 pollici / (12 pollici/piede) = 6,0 piedi
Si tratta del valore di partenza. Questo conferma la bontà delle operazioni eseguite.
È possibile convertire simultaneamente più unità di misura in maniera analoga:
7 miglia/s × 1,609344 km/miglio × 3600 s/h = 40000 km/h
La velocità di fuga della Terra è pari a circa 7 miglia al secondo, ovvero 40.000 chilometri all'ora. È opportuno ricordare che i valori ottenuti mediante conversione dovrebbero avere lo stesso numero di cifre significative dei valori originari, come in questo caso (il "7" è l'unica cifra significativa del valore originario, come il "4" è l'unica cifra significativa del valore calcolato).
La scelta di moltiplicare o dividere per il fattore di conversione è determinata dalla necessità di "semplificare" le unità di misura come se si trattasse di semplici parametri algebrici: se nell'esempio di cui sopra avessimo diviso per 3600 s/h anziché moltiplicare, il risultato sarebbe stato espresso in chilometri per ora fratto secondi al quadrato, un'unità di misura chiaramente priva di senso.

## Arrotondamento dei risultati
La conversione di una misura non può restituire un risultato più preciso di quello di partenza; sebbene le tabelle in calce riportino i fattori di conversione con numerose cifre significative, dopo aver effettuato le operazioni opportune è sempre necessario assicurarsi di aver arrotondato il risultato in maniera appropriata.

## Tavole di conversione
Legenda:
≡ definizione
= esattamente uguale a
≈ approssimativamente uguale a
Dove l'ultima cifra è indicata tra parentesi vuol dire che si ripete all'infinito.

### Unità di angoli
Un angolo può essere considerato come la rotazione di una semiretta attorno alla sua origine. L'ampiezza della rotazione è assunta come misura dell'angolo e i gradi d'arco rappresentano le unità di misura di questa rotazione. Esiste però anche un altro modo di misurare gli angoli: tramite il rapporto fra due lunghezze, cioè tramite una quantità priva di dimensione fisica; questa quantità adimensionale, il radiante, è assunto dal SI come unità di misura degli angoli.
| Nome                       | Simbolo | Definizione | Relazione con le unità SI |
| -------------------------- | ------- | --- | ------------------------- |
| radiante (unità SI)        | rad     | Rapporto tra la lunghezza dell'arco di circonferenza spazzato dall'angolo, diviso per la lunghezza del raggio di tale circonferenza. | ≡ 1 rad                   |
| secondo d'arco centesimale | "       | ≡ 1 gr/10000 | ≈ 1,570 796 µrad          |
| arcosecondo                | "       | ≡ 1º/3600 | ≈ 4,848 137 µrad          |
| minuto d'arco centesimale  | '       | ≡ 1 gr/100 | ≈ 0,157 080 mrad          |
| minuto d'arco              | '       | ≡ 1º/60 | ≈ 0,290 888 mrad          |
| mil angolare               | µ       | ≡ 2π/6400 rad | ≈ 0,981 748 mrad          |
| grado centesimale          | gr      | ≡ 2π/400 rad = 0.9º | ≈ 15,707 963 mrad         |
| grado                      | °       | ≡ π/180 rad | ≈ 17,453 293 mrad         |
| sign                       |         | ≡ 30º (⅓ di angolo retto, ⅙ di angolo piatto, 1/12 di angolo giro)                                                                   | ≈ 0,523 599 rad           |
| ottante                    |         | ≡ 45º (½ angolo retto, ¼ di angolo piatto, ⅛ di angolo giro)                                                                         | ≈ 0,785 398 rad           |
| sestante                   |         | ≡ 60º (⅔ di angolo retto, ⅓ di angolo piatto, ⅙ di angolo giro)                                                                      | ≈ 1,047 198 rad           |
| quadrante                  |         | ≡ 90º (1 angolo retto, ½ angolo piatto, ¼ di angolo giro)                                                                            | ≈ 1,570 796 rad           |

### Unità di tempo
| Nome                            | Simbolo    | Definizione                                                  | Relazione con le unità SI |
| ------------------------------- | ---------- | ------------------------------------------------------------ | ------------------------- |
| secondo (Unità fondamentale SI) |            |                                                              |                           |
| tempo di Planck                 |            | ≡ √(Gℏ/c5)                                                   | ≈ 1,351 211 818 × 10−43 s |
| unità atomica di tempo          | au         | ≡ a0/(α·c)                                                   | ≈ 2,418 884 254 × 10−17 s |
| svedberg                        | S          | ≡ 10−13 s                                                    | = 100 fs                  |
| shake                           |            | ≡ 10−8 s                                                     | = 10 ns                   |
| sigma                           |            | ≡ 10−6 s                                                     | = 1 µs                    |
| jiffy                           |            | ≡ 1/60 s                                                     | ≈ 16,666 667 ms           |
| jiffy (alternate)               |            | ≡ 1/100 s                                                    | ≈ 10 ms                   |
| helek                           |            | ≡ 1/1080 h                                                   | ≈ 3,333333 s              |
| minuto                          | min        |                                                              | ≡ 60 s                    |
| ora                             | h          | ≡ 60 min                                                     | = 3600 s                  |
| giorno                          | d          | ≡ 24 h                                                       | = 86 400 s                |
| settimana                       | wk         | ≡ 7 d                                                        | = 604 800 s               |
| mese lunare                     | mo         | ≡ 29 d                                                       | = 2 505 600 s             |
| mese (pieno)                    | mo         | ≡ 30 d                                                       | = 2 592 000 s             |
| anno (calendario)               | a oppure y | ≡ 365 d                                                      | = 31 536 000 s            |
| anno (gregoriano)               | a oppure y | ≡ 365,2425 d                                                 | = 31 556 952 s            |
| anno (giuliano)                 | a oppure y | ≡ 365,25 d                                                   | = 31 557 600 s            |
| anno siderale                   | a oppure y | ≡ 365,256363 d                                               | = 31 558 149,76 s         |
| lustro                          |            | ≡ 5 anni di 365 giorni                                       | = 1,5768 × 108 s          |
| octaeteride                     |            | ≡ 8 anni di 365 giorni                                       | = 2,522 88 × 108 s        |
| decennio                        |            | ≡ 10 anni di 365 giorni                                      | = 3,1536 × 108 s          |
| enneadecaeteris; ciclo metonico |            | ≡ 110 mo (hollow) + 125 mo (full) = 6940 giorni              | = 5,996 16 × 108 s        |
| ciclo callippico                |            | ≡ 441 mo (hollow) + 499 mo (full) = 76 anni di 365,25 giorni | = 2,398 377 6 × 109 s     |
| secolo (calendario)             |            | ≡ 100 anni di 365 giorni                                     | = 3,1536 × 109 s          |
| secolo (giuliano)               |            | ≡ 100 anni di 365,25 giorni                                  | = 3,155 76 × 109 s        |
| ciclo di Ipparco                |            | ≡ 4 cicli di Callippo - 1 giorni                             | = 9,593 424 × 109 s       |
| millennio (calendario)          |            | ≡ 1000 anni di 365 giorni                                    | = 3,1536 × 1010 s         |
| millennio (gregoriano)          |            | ≡ 1000 anni di 365,2425 giorni                               | = 3,155 695 2 × 1010 s    |
| millennio (giuliano)            |            | ≡ 1000 anni di 365,25 giorni                                 | = 3,155 76 × 1010 s       |
| ciclo sotiaco                   |            | ≡ 1461 anni di 365 giorni                                    | = 4,607 409 6 × 1010 s    |

### Unità di lunghezza
| Nome                          | Simbolo            | Definizione                                                                        | Relazione con le unità SI                |
| ----------------------------- | ------------------ | ---------------------------------------------------------------------------------- | ---------------------------------------- |
| metro (Unità fondamentale SI) | m                  | ≡ m                                                                                | = m                                      |
| lunghezza di Planck           | lP                 |                                                                                    | ≈1,616252 × 10−35 m                      |
| fermi; femtometro             | fm                 | ≡ 1,000 × 10−15 m                                                                  | = 1,000 × 10−15 m                        |
| x unit; siegbahn              | xu                 |                                                                                    | ≈ 1,0021 × 10−13 m                       |
| picometro                     | pm                 | ≡ 1,000 × 10−12 m                                                                  | ≡ 1,000 × 10−12 m                        |
| raggio di Bohr                | a0; b              | ≡ α/(4πR∞)                                                                         | ≈ 5,291 772 083 × 10−11 (± 19 × 10−20) m |
| unità atomica di lunghezza    |                    | ≡ a0                                                                               | ≈ 5,291 772 083 × 10−11 (± 19 × 10−20) m |
| ångström                      | Å                  |                                                                                    | ≡ 1,000 × 10−10m = 0.1 nm                |
| micron                        | µ, µm              |                                                                                    | ≡ 1,000 × 10−6m                          |
| dodicesimo di pollice, twip   | twp                | ≡ 1/1440 in                                                                        | ≈ 1,763 889 × 10−5 m                     |
| millesimo di pollice          | mil                | ≡ 1,000 × 10−3 in                                                                  | = 2,54 × 10−5 m                          |
| mickey                        |                    | ≡ 1/200 in                                                                         | = 1,27 × 10−4 m                          |
| punto tipografico americano   | pt                 | ≡ 0,013837 in                                                                      | = 0,351 459 8 mm                         |
| punto (PostScript)            | pt                 | ≡ 1/72 in                                                                          | ≈ 0,352 778 mm                           |
| punto (sist. metrico)         | pt                 | ≡ ⅜ mm                                                                             | = 0,375 mm                               |
| punto (Didot; europeo)        | pt                 |                                                                                    | ≡ 0,376 065 mm                           |
| linea                         | ln                 | ≡ 1/12 in                                                                          | ≈ 2,116 667 mm                           |
| terzo di pollice              |                    | ≡ ⅓ in                                                                             | ≈ 8,466 667 mm                           |
| dito                          |                    | ≡ ⅞ in                                                                             | = 22,225 mm                              |
| pollice                       | in                 | ≡ 1/36 yd                                                                          | = 25,4 mm                                |
| calibro                       | cal                | ≡ 1 in                                                                             | = 25,4 mm                                |
| stick                         |                    | ≡ 2 in                                                                             | = 50,8 mm                                |
| nail (cloth)                  |                    | ≡ 2 ¼ in                                                                           | = 57,15 mm                               |
| palmo                         |                    | ≡ 3 in                                                                             | = 76,2 mm                                |
| mano                          |                    | ≡ 4 in                                                                             | = 0,1016 m                               |
| finger (cloth)                |                    | ≡ 4 ½ in                                                                           | = 0,1143 m                               |
| spanna                        |                    | ≡ 6 in                                                                             | = 0,1524 m                               |
| link (Gunter's; Surveyor's)   | lnk                | ≡ 1/100 ch                                                                         | = 0,201 168 m                            |
| span (cloth)                  |                    | ≡ 9 in                                                                             | = 0,2286 m                               |
| quarter                       |                    | ≡ ¼ yd                                                                             | = 0,2286 m                               |
| link (Ramsden's; Engineer's)  | lnk                | ≡ 1 ft                                                                             | = 0,3048 m                               |
| piede (di Clarke)             | ft (Cla)           |                                                                                    | ≈ 0,304 797 265 4 m                      |
| piede (di Sear)               | ft (Sear)          |                                                                                    | ≈ 0,304 799 47 m                         |
| piede (Indiano)               | ft Ind             |                                                                                    | ≈ 0,304 799 514 m                        |
| piede (Benoît)                | ft (Ben)           |                                                                                    | ≈ 0,304 799 735 m                        |
| piede                         | ft                 | ≡ 12 in                                                                            | = 0,3048 m                               |
| piede (Americano)             | ft (US)            | ≡ 1200/3937 m                                                                      | ≈ 0,304 800 610 m                        |
| cubito                        |                    | ≡ 18 in                                                                            | = 0,4572 m                               |
| passo                         |                    | ≡ 2.5 ft                                                                           | = 0,762 m                                |
| iarda                         | yd                 | ≡ 3 ft                                                                             | = 0,9144 m                               |
| auna                          | ell                | ≡ 45 in                                                                            | = 1,143 m                                |
| braccio                       | fm                 | ≡ 6 ft                                                                             | = 1,8288 m                               |
| braccio                       | fm                 | ≈ 1/1000 NM                                                                        | = 1,852 m                                |
| rod; pole; perch              | rd                 | ≡ 16 ½ ft                                                                          | = 5,0292 m                               |
| corda                         | rope               | ≡ 20 ft                                                                            | = 6,096 m                                |
| catena (Gunter; Surveyor's)   | ch                 | ≡ 66 ft                                                                            | = 20,1168 m                              |
| catena (Ramsden; Engineer's)  | ch                 | ≡ 100 ft                                                                           | = 30,48 m                                |
| gomena (Internazionale)       |                    | ≡ 1/10 NM                                                                          | = 185,2 m                                |
| gomena (Imperiale)            |                    | ≡ 608 ft                                                                           | = 185,3184 m                             |
| gomena (U.S.)                 |                    | ≡ 720 ft                                                                           | = 219,456 m                              |
| furlong                       | fur                | ≡ 660 ft                                                                           | = 201,168 m                              |
| miglio                        | mi                 | ≡ 1760 yd = 5280 ft                                                                | = 1609,344 m                             |
| miglio (Americano)            | mi                 | ≡ 5280 ft (U.S.)                                                                   | = 5280 × 1200/3937 m ≈ 1609,347 219 m    |
| miglio nautico                | NM; nm             |                                                                                    | ≡ 1852 m                                 |
| miglio nautico (Admiralty)    | NM (Adm); nm (Adm) | ≡ 6080 ft                                                                          | = 1853,184 m                             |
| miglio geografico             | mi                 | ≡ 6082 ft                                                                          | = 1853,7936 m                            |
| miglio telegrafico            | mi                 | ≡ 6087 ft                                                                          | = 1855,3176 m                            |
| lega                          | lea                | ≡ 3 mi                                                                             | = 4828,032 m                             |
| lega nautica                  | NL; nl             | ≡ 3 NM                                                                             | = 5556 m                                 |
| spat                          | S                  | ≡ 1012 m                                                                           | = 1 Tm                                   |
| secondo luce                  |                    |                                                                                    | ≡ 2,997 924 58 × 108 m                   |
| minuto luce                   |                    | ≡ 60 secondi luce                                                                  | = 1,798 754 748 × 1010 m                 |
| ora luce                      |                    | ≡ 60 minuti luce                                                                   | = 1,079 252 848 8 × 1012 m               |
| giorno luce                   |                    | ≡ 24 ore luce                                                                      | = 2,590 206 837 12 × 1013 m              |
| anno luce                     | l.y.               | ≡ c0×86 400 × 365,25                                                               | = 9,460 730 472 580 8 × 1015 m           |
| unità astronomica             | AU                 |                                                                                    | = 149 597 870.691 (± 0,030) km           |
| parsec                        | pc                 | ≈ 180 × 60 × 60/π AU ≈ 206 264,806 25 AU = 3,261 563 776 9 (± 6 × 10−10) anni luce | = 3,085 677 581 3 × 1016 (± 6 × 106) m   |

### Unità di superficie
| Nome                                          | Simbolo  | Definizione                    | Relazione con le unità SI    |
| --------------------------------------------- | -------- | ------------------------------ | ---------------------------- |
| Metro quadrato (Unità SI)                     | m²       | ≡ 1 m × 1 m                    |                              |
| barn                                          | b        |                                | ≡ 10−28 m²                   |
| mil circolare; thou circolare                 | circ mil | ≡ π/4 mil²                     | ≈ 5,067 075 × 10−10 m²       |
| mil quadrato; thou quadrato                   | sq mil   | ≡ 1 mil²                       | = 6,4516 × 10−10 m²          |
| pollice circolare                             | circ in  | ≡ π/4 in²                      | ≈ 5,067 075 × 10−4 m²        |
| pollice quadro                                | sq in    | ≡ 1 in²                        | = 6,4516 × 10−4 m²           |
| board                                         | bd       | ≡ 1 in × 1 ft                  | = 7,741 92 × 10−3 m²         |
| link quadrato                                 | sq lnk   | ≡ 1 lnk²                       | = 4,046 856 422 4 × 10−2 m²  |
| piede quadro                                  | sq ft    | ≡ 1 ft²                        | = 9,290 304 × 10−2 m²        |
| iarda quadra                                  | sq yd    | ≡ 1 yd²                        | = 0,836 127 36 m²            |
| cord                                          |          | ≡ 192 bd                       | = 1,486 448 64 m²            |
| boiler horsepower equivalent direct radiation | bhp EDR  | ≡ (1 ft²)(1 bhp)/(240 BTUIT/h) | ≈ 12,958 174 m²              |
| rod/pole/perch quadrato                       | sq rd    | ≡ 1 rd²                        | = 25,292 852 64 m²           |
| ara                                           | a        |                                | ≡ 100 m²                     |
| chain quadrata                                | sq ch    | ≡ 1 ch²                        | = 404,685 642 24 m²          |
| dunam                                         |          |                                | ≡ 1000 m²                    |
| rood                                          | ro       | ≡ ¼ ac                         | = 1011,714 105 6 m²          |
| acro                                          | ac       | ≡ 10 sq ch = 4840 sq yd        | = 4046,856 422 4 m²          |
| ettaro                                        | ha       | ≡ 10 000 m²                    | = 0,01 km²                   |
| yardland                                      |          | ≡ 30 ac                        | = 1,214 056 926 72 × 105 m²  |
| hide                                          |          | ≡ 100 ac                       | = 4,046 856 422 4 × 105 m²   |
| chilometro quadrato                           | km²      | ≡ 1 km²                        | = 106 m²                     |
| miglio quadro                                 | sq mi    | ≡ 1 mi²                        | = 2,589 988 110 336 × 106 m² |
| miglio quadro (americano)                     | sq mi    | ≡ 1 mi (US)²                   | ≈ 2,589 998 × 106 m²         |
| township                                      |          | ≡ 36 sq mi (US)                | ≈ 9,323 994 × 107 m²         |
| barony                                        |          | ≡ 4000 ac                      | = 1,618 742 568 96 × 107 m²  |

### Unità di volume
| Nome                                                     | Simbolo       | Definizione                            | Relazione con le unità SI       |
| -------------------------------------------------------- | ------------- | -------------------------------------- | ------------------------------- |
| metro cubo (unità SI)                                    | m³            | ≡ 1 m × 1 m × 1 m                      |                                 |
| litro                                                    | L o l         |                                        | ≡ 1 dm³                         |
| lambda                                                   | λ             | ≡ 1 mm³                                | = 1 μL                          |
| drop (metric)                                            |               | ≡ 1/20 mL                              | = 0,05 mL                       |
| minim (Imperial)                                         | min           | ≡ 1/480 fl oz (Imp) = 1/60 fl dr (Imp) | ≈ 0,059 193 880 208 333 mL      |
| minim (americano)                                        | min           | ≡ 1/480 US fl oz = 1/60 US fl dr       | = 0,061 611 519 921 875 mL      |
| drop (americano) (alt)                                   | gtt           | ≡ 1/456 US fl oz                       | ≈ 0,064 854 231 mL              |
| drop (Imperiale) (alt)                                   | gtt           | ≡ 1/1824 gi (Imp)                      | ≈ 0,077 886 684 mL              |
| drop (americano)                                         | gtt           | ≡ 1/360 US fl oz                       | = 0,082 148 693 229 1(6) mL     |
| drop (medico)                                            |               | ≡ 1/12 mL                              | = 0,08(3) mL                    |
| drop (Imperiale)                                         | gtt           | ≡ 1/288 fl oz (Imp)                    | = 0,098 656 467 013 (8) mL      |
| dash (americano)                                         |               | ≡ 1/96 US fl oz = ½ US pinch           | = 0,308 057 599 609 375 mL      |
| dash (Imperiale)                                         |               | ≡ 1/384 gi (Imp) = ½ pinch (Imp)       | = 0,369 961 751 302 08(3) mL    |
| pinch (americano)                                        |               | ≡ 1/48 US fl oz = ⅛ US tsp             | = 0,616 115 199 218 75 mL       |
| pinch (Imperial)                                         |               | ≡ 1/192 gi (Imp) = ⅛ tsp (Imp)         | = 0,739 923 502 604 1(6) mL     |
| fluid scruple (Imperial)                                 | fl s          | ≡ 1/24 fl oz (Imp)                     | = 1,183 877 604 1(6) mL         |
| drachm (fluid); dram (Imperial fluid); Imperial fluidram | fl dr         | ≡ ⅛ fl oz (Imp)                        | = 3,551 632 812 5 mL            |
| dram (U.S. fluid); U.S. fluidram                         | fl dr         | ≡ ⅛ US fl oz                           | = 3,696 691 195 312 5 mL        |
| cucchiaio da tè (Canadese)                               | tsp           | ≡ 1/6 fl oz (Imp)                      | ≈ 4,735 510 416 667 mL          |
| cucchiaio da tè (Americano)                              | tsp           | ≡ 1/6 US fl oz                         | = 4,928 921 595 mL              |
| cucchiaio da tè (metrico)                                |               |                                        | ≡ 5 mL                          |
| cucchiaio da tè (Imperiale)                              | tsp           | ≡ 1/24 gi (Imp)                        | = 5,919 388 020 8(3) mL         |
| cucchiaio da dessert (Imperiale)                         |               | ≡ 1/12 gi (Imp)                        | = 11,838 776 041 (6) mL         |
| cucchiaio da tavola (canadese)                           | tbsp          | ≡ ½ fl oz (Imp)                        | = 14,206 531 25 mL              |
| cucchiaio da tavola (americano)                          | tbsp          | ≡ ½ US fl oz                           | = 14,786 764 782 5 mL           |
| cucchiaio da tavola (metrico)                            |               |                                        | ≡ 15 mL                         |
| cucchiaio da tavola (Imperiale)                          | tbsp          | ≡ ⅝ fl oz (Imp)                        | = 17,758 164 062 5 mL           |
| pollice cubo                                             | cu in         | ≡ 1 in³                                | = 16,387 064 mL                 |
| pony                                                     |               | ≡ ¾ US fl oz                           | = 22,180 147 171 875 mL         |
| oncia fluida (Imperial)                                  | fl oz (Imp)   | ≡ 1/160 gal (Imp)                      | = 28,413 062 5 mL               |
| oncia fluida (U.S.)                                      | fl oz (US)    | ≡ 1/128 gal (US)                       | = 29,573 529 562 5 mL           |
| shot                                                     |               | ≡ 1 US fl oz                           | = 29,573 529 562 5 mL           |
| jigger                                                   |               | ≡ 1 ½ US fl oz                         | = 44,360 294 343 75 mL          |
| gill (U.S.)                                              | gi (US)       | ≡ 4 US fl oz                           | = 118,294 118 25 mL             |
| gill (Imperial); Noggin                                  | gi (Imp); nog | ≡ 5 fl oz (Imp)                        | = 142,065 312 5 mL              |
| tazza (Canadese)                                         | c (CA)        | ≡ 8 fl oz (Imp)                        | = 227,3045 mL                   |
| tazza (USA)                                              | c (US)        | ≡ 1/16 gal (US)                        | = 236,588 236 5 mL              |
| tazza (sist. metrico)                                    | c             |                                        | ≡ 250 mL                        |
| tazza da colazione                                       |               | ≡ 10 fl oz (Imp)                       | = 284,130 625 mL                |
| pinta (U.S. fluid)                                       | pt (US fl)    | ≡ ⅛ gal (US)                           | = 473,176 473 mL                |
| pinta (U.S. dry)                                         | pt (US dry)   | ≡ ¼ bu (US lvl)                        | = 0,550 610 471 357 5 L         |
| pinta (Imperial)                                         | pt (Imp)      | ≡ ⅛ gal (Imp)                          | = 0,568 261 25 L                |
| quinto                                                   |               | ≡ 1/5 US gal                           | = 0,757 082 356 8 L             |
| quarto (unità) (U.S. fluid)                              | qt (US)       | ≡ ¼ gal (US fl)                        | = 0,946 352 946 L               |
| quarto (U.S. dry)                                        | qt (US)       | ≡ 1/32 bu (US lvl) = ¼ gal (US dry)    | = 1,101 220 942 715 L           |
| quarto (Imperial)                                        | qt (Imp)      | ≡ ¼ gal (Imp)                          | = 1,136 522 5 L                 |
| pottle; quartern                                         |               | ≡ ½ gal (Imp) = 80 fl oz (Imp)         | = 2,273 045 L                   |
| board-foot                                               | fbm           | ≡ 144 cu in                            | = 2,359 737 216 L               |
| gallone (U.S. fluid; Wine)                               | gal (US)      | ≡ 231 cu in                            | = 3,785 411 784 L               |
| gallone (U.S. dry)                                       | gal (US)      | ≡ ⅛ bu (US lvl)                        | = 4,404 883 770 86 L            |
| gallone (Imperial)                                       | gal (Imp)     | ≡                                      | = 4,546 09 L                    |
| gallone di birra                                         | beer gal      | ≡ 282 cu in                            | = 4,621 152 048 L               |
| peck (U.S. dry)                                          | pk            | ≡ ¼ US lvl bu                          | = 8,809 767 541 72 L            |
| peck (Imperial)                                          | pk            | ≡ 2 gal (Imp)                          | = 9,092 18 L                    |
| bucket (Imperial)                                        | bkt           | ≡ 4 gal (Imp)                          | = 18,184 36 L                   |
| timber foot                                              |               | ≡ 1 cu ft                              | = 28,316 846 592 L              |
| piede cubo                                               | cu ft         | ≡ 1 ft × 1 ft                          | = 28,316 846 592 L              |
| firkin                                                   |               | ≡ 9 gal (US)                           | = 34,068 706 056 L              |
| bushel (U.S. dry level)                                  | bu (US lvl)   | ≡ 2150,42 cu in                        | = 35,239 070 166 88 L           |
| bushel (Imperial)                                        | bu (Imp)      | ≡ 8 gal (Imp)                          | = 36,368 72 L                   |
| bushel (U.S. dry heaped)                                 | bu (US)       | ≡ 1 ¼ bu (US lvl)                      | = 44,048 837 708 6 L            |
| strike (U.S.)                                            |               | ≡ 2 bu (US lvl)                        | = 70,478 140 333 76 L           |
| strike (Imperial)                                        |               | ≡ 2 bu (Imp)                           | = 72,737 44 L                   |
| kilderkin                                                |               | ≡ 18 gal (Imp)                         | = 81,829 62 L                   |
| sack (U.S.)                                              |               | ≡ 3 bu (US lvl)                        | = 105,717 210 500 64 L          |
| sack (Imperial); bag                                     |               | ≡ 3 bu (Imp)                           | = 109,106 16 L                  |
| barile (U.S. dry)                                        | bl (US)       | ≡ 105 qt (US) = 105/32 bu (US lvl)     | = 115,628 198 985 075 L         |
| barile (U.S. fluid)                                      | fl bl (US)    | ≡ 31 ½ gal (US)                        | = 119,240 471 196 L             |
| coomb                                                    |               | ≡ 4 bu (Imp)                           | = 145,474 88 L                  |
| barile (petrolio)                                        | bl            | ≡ 42 gal (US)                          | = 158,987 294 928 L             |
| barrel (Imperial)                                        | bl (Imp)      | ≡ 36 gal (Imp)                         | = 163,659 24 L                  |
| hogshead (U.S.)                                          | hhd (US)      | ≡ 2 fl bl (US)                         | = 238,480 942 392 L             |
| seam                                                     |               | ≡ 8 bu (US lvl)                        | = 281,912 561 335 04 L          |
| quarter; pail                                            |               | ≡ 8 bu (Imp)                           | = 290,949 76 L                  |
| hogshead (Imperial)                                      | hhd (Imp)     | ≡ 2 bl (Imp)                           | = 327,318 48 L                  |
| cord-foot                                                |               | ≡ 16 cu ft                             | = 0,453 069 545 472 m³          |
| butt, pipe                                               |               | ≡ 126 gal (wine)                       | = 0,476 961 884 784 m³          |
| perch                                                    | per           | ≡ 16 ½ ft × 1 1/2 ft × 1 ft            | = 0,700 841 953 152 m³          |
| iarda cubica                                             | cu yd         | ≡ 27 cu ft                             | = 0,764 554 857 984 m³          |
| tun                                                      |               | ≡ 252 gal (wine)                       | = 0,953 923 769 568 m³          |
| displacement ton                                         |               | ≡ 35 cu ft                             | = 0,991 089 630 72 m³           |
| water ton                                                |               | ≡ 28 bu (Imp)                          | = 1,018 324 16 m³               |
| freight ton                                              |               | ≡ 40 cu ft                             | = 1,132 673 863 68 m³           |
| wey (U.S.)                                               |               | ≡ 40 bu (US lvl)                       | = 1,409 562 806 675 2 m³        |
| load                                                     |               | ≡ 50 cu ft                             | = 1,415 842 329 6 m³            |
| register ton                                             |               | ≡ 100 cu ft                            | = 2,831 684 659 2 m³            |
| last                                                     |               | ≡ 80 bu (Imp)                          | = 2,909 497 6 m³                |
| cord (firewood)                                          |               | ≡ 8 ft × 4 ft                          | = 3,624 556 363 776 m³          |
| cubic fathom                                             | cu fm         | ≡ 1 fm × 1 fm × 1 fm                   | = 6,116 438 863 872 m³          |
| acre-pollice                                             |               | ≡ 1 ac × 1 in                          | = 102,790 153 128 96 m³         |
| acre-piede                                               | ac ft         | ≡ 1 ac × 1 ft                          | = 1233,481 837 547 52 m³        |
| miglio cubico                                            | cu mi         | ≡ 1 mi³                                | = 4,168 181 825 440 579 584 km³ |

### Unità di massa
| Nome                                | Simbolo                    | Definizione                    | Relazione con le unità SI                |
| ----------------------------------- | -------------------------- | ------------------------------ | ---------------------------------------- |
| chilogrammo (Unità fondamentale SI) |                            | ≡kg                            | =1000g                                   |
| massa a riposo dell'elettrone       | me                         |                                | ≈ 9,109 381 88 × 10−31 (± 72 × 10−39) kg |
| unità di massa atomica              | amu                        |                                | ≈ 1,660 538 73 × 10−27 (± 13 × 10−35) kg |
| dalton                              | Da                         |                                | ≈ 1,660 902 10 × 10−27 (± 13 × 10−35) kg |
| gamma                               | γ                          |                                | ≡ 1 µg                                   |
| punto                               |                            | ≡ 1/100 kt (metric)            | = 2 mg                                   |
| mite                                |                            | ≡ 1/20 gr                      | = 3,239 945 5 mg                         |
| mite (sist. metrico)                |                            | ≡ 1/20 g                       | = 50 mg                                  |
| grano                               | gr                         |                                | ≡ 64,798 91 mg                           |
| crith                               |                            |                                | ≈ 89,9349 mg                             |
| carato (metrico)                    | kt                         |                                | ≡ 200 mg                                 |
| carato                              | kt                         | ≡ (3 + 1/6) gr                 | ≈ 205,196 548 333 mg                     |
| sheet                               |                            | ≡ 1/700 lb av                  | = 647,9891 mg                            |
| scruple (avoirdupois)               | s av                       | ≡ 20 gr                        | = 1,295 978 2 g                          |
| pennyweight                         | dwt; pwt                   | ≡ 1/20 oz t                    | = 1,555 173 84 g                         |
| dram (avoirdupois)                  | dr av                      | ≡ 27 11/32 gr                  | = 1,771 845 195 312 5 g                  |
| dram (apothecary; troy)             | dr t                       | ≡ 60 gr                        | = 3,887 934 6 g                          |
| hyl (sistema CGS)                   |                            | ≡ 1 gee × 1 g × 1 s²/m         | = 9,806 65 g                             |
| oncia (avoirdupois)                 | oz av                      | ≡ 1/16 lb                      | = 28,349 523 125 g                       |
| assay ton (short)                   | AT                         | ≡ 1 mg × 1 sh tn ÷ 1 oz t      | ≈ 29,166 667 g                           |
| oncia troy                          | oz t                       | ≡ 1/12 lb t                    | = 31,103 476 8 g                         |
| assay ton (long)                    | AT                         | ≡ 1 mg × 1 long tn ÷ 1 oz t    | ≈ 32,666 667 g                           |
| mark                                |                            | ≡ 8 oz t                       | = 248,827 814 4 g                        |
| libbra (troy)                       | lb t                       | ≡ 5760 grains                  | = 0,373 241 721 6 kg                     |
| libbra (avoirdupois)                | lb av                      | ≡ 7000 grains                  | = 0,453 592 37 kg                        |
| libbra (metrica)                    |                            |                                | ≡ 500 g                                  |
| clove                               |                            | ≡ 8 lb av                      | = 3,628 738 96 kg                        |
| stone                               | st                         | ≡ 14 lb av                     | = 6,350 293 18 kg                        |
| hyl (sistema MKS)                   |                            | ≡ 1 gee × 1 kg × 1 s²/m        | = 9,806 65 kg                            |
| quarto (Imperial)                   |                            | ≡ ¼ long cwt = 2 st = 28 lb av | = 12,700 586 36 kg                       |
| slug; geepound                      | slug                       | ≡ 1 gee × 1 lb av × 1 s²/ft    | ≈ 14,593 903 kg                          |
| bag (cemento Portland)              |                            | ≡ 94 lb av                     | = 42.637 682 78 kg                       |
| short hundredweight; cental         | sh cwt                     | ≡ 100 lb av                    | = 45,359 237 kg                          |
| long hundredweight                  | long cwt or cwt            | ≡ 112 lb av                    | = 50,802 345 44 kg                       |
| bag (coffee)                        |                            | ≡ 60 kg                        | = 60 kg                                  |
| quintale                            | q                          |                                | ≡ 100 kg                                 |
| wey                                 |                            | ≡ 252 lb = 18 st               | = 114,305 277 24 kg (variants exist)     |
| long quarter                        |                            | ≡ ¼ long tn                    | = 254,011 727 2 kg                       |
| kip                                 | kip                        | ≡ 1000 lb av                   | = 453.592 37 kg                          |
| short ton                           | sh tn                      | ≡ 2000 lb                      | = 907,184 74 kg                          |
| tonnellata (unità mts)              | t                          |                                | ≡ 1000 kg                                |
| long ton                            | long tn or ton             | ≡ 2240 lb                      | = 1016,046 908 8 kg                      |
| barge                               |                            | ≡ 22 ½ sh tn                   | = 20411,656 65 kg                        |
| rotl (Arabia)                       | rotl, rotel, rottle, ratel |                                | ≡ 0,448 kg                               |

In fisica, la libbra di massa è spesso scritta come  lbm per distinguerla dalla libbra forza (lbf).

### Unità di velocità
| Nome                          | Simbolo | Definizione                                                                                 | Relazione con le unità SI |
| ----------------------------- | ------- | ------------------------------------------------------------------------------------------- | ------------------------- |
| metro al secondo (unità SI)   | m/s     |                                                                                             | ≡ 1 m/s                   |
| Piede all'ora                 | fph     | ≡ 1 ft/h                                                                                    | ≈ 8,466 667 × 10−5 m/s    |
| furlong al semimese           |         | ≡ ½ fur/wk                                                                                  | ≈ 1,663 095 × 10−4 m/s    |
| pollice al minuto             | ipm     | ≡ 1 in/min                                                                                  | ≈ 4,23 333 × 10−4 m/s     |
| Piede al minuto               | fpm     | ≡ 1 ft/min                                                                                  | = 5,08 × 10−3 m/s         |
| pollice al secondo            | ips     | ≡ 1 in/s                                                                                    | = 2,54 × 10−2 m/s         |
| chilometro orario             | km/h    | ≡ 1 km/h                                                                                    | ≈ 2,777 778 × 10−1 m/s    |
| Piede al secondo              | fps     | ≡ 1 ft/s                                                                                    | = 3,048 × 10−1 m/s        |
| miglio orario                 | mph     | ≡ 1 mi/h                                                                                    | = 0,447 04 m/s            |
| Nodo                          | kn      | ≡ 1 NM/h = 1,852 km/h                                                                       | ≈ 0,514 444 m/s           |
| nodo (Admiralty)              | kn      | ≡ 1 NM (Adm)/h = 1,853 184 km/h                                                             | ≈ 0,514 773 m/s           |
| miglio al minuto              | mpm     | ≡ 1 mi/min                                                                                  | = 26,8224 m/s             |
| miglio al secondo             | mps     | ≡ 1 mi/s                                                                                    | = 1,609 344 km/s          |
| velocità della luce nel vuoto | c       |                                                                                             | ≡ 2,997 924 58 × 108 m/s  |
| Numero di Mach                | Ma      | Rapporto. tra velocità del suono nel fluido considerato e velocità dell'oggetto considerato | = 343 m/s (in aria, c.n.) |

### Unità di accelerazione
| Nome                                | Simbolo | Definizione  | Relazione con le unità SI |
| ----------------------------------- | ------- | ------------ | ------------------------- |
| metro al secondo quadrato (SI unit) | m/s²    |              | ≡ 1 m/s²                  |
| piede per ora al secondo            | fph/s   | ≡ 1 ft/h·s   | ≈ 8,466 667 × 10−5 m/s²   |
| pollice per minuto al secondo       | ipm/s   | ≡ 1 in/min·s | ≈ 4,233 333 × 10−4 m/s²   |
| piede per minuto al secondo         | fpm/s   | ≡ 1 ft/min·s | = 5,08 × 10−3 m/s²        |
| galileo                             | Gal     | ≡ 1 cm/s²    | = 10−2 m/s²               |
| pollice al secondo quadrato         | ips²    | ≡ 1 in/s²    | = 2,54 × 10−2 m/s²        |
| piede per secondo quadrato          | fps²    | ≡ 1 ft/s²    | = 3,28 × 10−1 m/s²        |
| miglio per ora al secondo           | mph/s   | ≡ 1 mi/h·s   | = 4,4704 × 10−1 m/s²      |
| nodo al secondo                     | kn/s    | ≡ 1 kn/s     | ≈ 5,144 444 × 10−1 m/s²   |
| accelerazione di gravità standard   | g       |              | ≡ 9,80665 m/s²            |
| miglio per minuto al secondo        | mpm/s   | ≡ 1 mi/min·s | = 26,8224 m/s²            |
| miglio al secondo quadrato          | mps²    | ≡ 1 mi/s²    | = 1,609 344 × 10³ m/s²    |

### Unità di forza
| Nome                               | Simbolo         | Definizione   | Relazione con le unità SI   |
| ---------------------------------- | --------------- | ------------- | --------------------------- |
| newton (unità SI)                  | N               | ≡ kg·m/s²     |                             |
| unità atomica di forza             | au              | ≡ me·α²·c²/a0 | ≈ 8,238 722 241×10−8 N      |
| dyna (cgs unit)                    | dyn             | ≡ g·cm/s²     | = 10−5 N                    |
| gravet                             |                 | ≡ g × 1 g     | = 9,80665 mN                |
| poundal                            | pdl             | ≡ 1 lb·ft/s²  | = 0,138 254 954 376 N       |
| oncia-forza                        | ozf             | ≡ g × 1 oz    | = 0,278 013 850 953 781 2 N |
| libbra forza                       | lbf             | ≡ g × 1 lb    | = 4,448 221 615 260 5 N     |
| chilogrammo-forza; kilopond; grave | kgf; kp         | ≡ g × 1 kg    | = 9,80665 N                 |
| sthene (unità mts)                 | sn              | ≡ 1 t·m/s²    | = 1 kN                      |
| kip; kip-forza                     | kip; kipf; klbf | ≡ g × 1000 lb | = 4,448 221 615 260 5 kN    |
| tonnellata-forza                   | tnf             | ≡ g × 1 sh tn | = 8,896 443 230 521 kN      |

### Unità di pressione
| Unità                                    | Simbolo   | Definizione                         | Relazione con le unità SI                                |
| ---------------------------------------- | --------- | ----------------------------------- | -------------------------------------------------------- |
| pascal (unità SI)                        | Pa        | ≡ N/m²                              | = {\displaystyle {\frac {\rm {kg}}{\rm {m\cdot s^{2}}}}} |
| barye (unità cgs)                        |           | ≡ 1 dyn/cm²                         | = 0,1 Pa                                                 |
| poundal al piede quadrato                | pdl/sq ft | ≡ 1 pdl/sq ft                       | ≈ 1,488 164 Pa                                           |
| millimetro d'acqua (3,98 °C)             | mmH2O     | ≈ 999.972 kg/m³ × 1 mm × g          | = 9,806 38 Pa (= 0,999972 kgf/m²)                        |
| libbra al piede quadrato                 | psf       | ≡ 1 lb/sq ft × g                    | ≈ 47,880 259 Pa                                          |
| centimetro d'acqua (3,98 °C)             | cmH2O     | ≈ 999,972 kg/m³ × 1 cm × g          | = 98,0638 Pa                                             |
| torr                                     | torr      | ≡ 101 325/760 Pa                    | ≈ 133,322 368 4 Pa                                       |
| millimetro di mercurio                   | mmHg      | ≡ 13595,1 kg/m³ × 1 mm × g ≈ 1 torr | = 133,322 387 415 Pa                                     |
| pollice d'acqua (3,98 °C)                | inH2O     | ≈ 999,972 kg/m³ × 1 in × g          | = 249,082 Pa                                             |
| pièze (unità mts)                        | pz        | ≡ 1000 kg/m·s²                      | = 1 kPa                                                  |
| centimetro di mercurio                   | cmHg      | ≡ 13595,1 kg/m³ × 1 cm × g          | = 1,333 223 874 15 kPa                                   |
| piede d'acqua (3.98 °C)                  | ftH2O     | ≈ 999,972 kg/m³ × 1 ft × g          | = 2,988 98 kPa                                           |
| pollice di mercurio                      | inHg      | ≡ 13595,1 kg/m³ × 1 in × g          | = 3,386 388 640 341 kPa                                  |
| libbra al pollice quadrato               | psi       | ≡ 1 lb × g / 1 sq in                | ≈ 6,894 757 × 10³ Pa                                     |
| piede di mercurio                        | ftHg      | ≡ 13595,1 kg/m³ × 1 ft × g          | = 40,636 663 684 091 9 kPa                               |
| tonnellata breve al piede quadrato       |           | ≡ 1 sh tn × g / 1 sq ft             | ≈ 95,760 518 kPa                                         |
| bar                                      | bar       |                                     | ≡ 105 Pa                                                 |
| atmosfera (tecnica)                      | ata       | ≡ 1 kgf/cm²                         | = 98,0665 kPa                                            |
| atmosfera (standard)                     | atm       |                                     | ≡ 101 325 Pa                                             |
| kip al pollice quadrato                  | ksi       | ≡ 1 kipf/sq in                      | ≈ 6,894 757 MPa                                          |
| chilogrammo-forza al millimetro quadrato | kgf/mm²   | ≡ 1 kgf/mm²                         | = 9,80665 MPa                                            |

### Unità di energia (e lavoro, temperatura)

#### Energia e lavoro
| Unità                                                  | Simbolo        | Definizione                                           | Relazione con le unità SI                                    |
| ------------------------------------------------------ | -------------- | ----------------------------------------------------- | ------------------------------------------------------------ |
| joule (unità SI)                                       | J              | ≡ N·m = W·s = V·A·s                                   | = {\displaystyle {\frac {\rm {kg\cdot m^{2}}}{\rm {s^{2}}}}} |
| elettronvolt                                           | eV             | ≡ e × 1 V                                             | ≈ 1,602 176 × 10−19 J                                        |
| rydberg                                                | Ry             | ≡ R∞·ℎ·c                                              | ≈ 2,179 872 × 10−18 J                                        |
| hartree                                                | Eh             | ≡ me·α²·c² (= 2 Ry)                                   | ≈ 4,359 744 × 10−18 J                                        |
| erg (unità cgs)                                        | erg            | ≡ 1 g·cm²/s²                                          | = 10−7 J                                                     |
| piede-poundal                                          | ft pdl         | ≡ 1 lb·ft²/s²                                         | = 4,214 011 009 380 48 × 10−2 J                              |
| centimetro cubo di atmosfera; centimetro cubo standard | cc atm; scc    | ≡ 1 atm × 1 cm³                                       | = 0,101 325 J                                                |
| pollice-libbra forza                                   | in lbf         | ≡ g × 1 lb × 1 in                                     | = 0,112 984 829 027 616 7 J                                  |
| piede-libbra forza                                     | ft lbf         | ≡ g × 1 lb × 1 ft                                     | = 1,355 817 948 331 400 4 J                                  |
| caloria (20 °C)                                        | cal20 °C       |                                                       | ≈ 4,1819 J                                                   |
| caloria (thermochimica)                                | calth          |                                                       | ≡ 4,184 J                                                    |
| caloria (15 °C)                                        | cal15 °C       |                                                       | ≡ 4,1855 J                                                   |
| caloria (Tabella Internazionale)                       | calIT          |                                                       | ≡ 4,1868 J                                                   |
| caloria (media)                                        | calmean        |                                                       | ≈ 4,19002 J                                                  |
| calorie (3.98 °C)                                      | cal3.98 °C     |                                                       | ≈ 4.2045 J                                                   |
| litro-atmosfera                                        | l atm; sl      | ≡ 1 atm × 1 L                                         | = 101,325 J                                                  |
| gallone-atmosfera (USA)                                | US gal atm     | ≡ 1 atm × 1 gal (US)                                  | = 383,556 849 013 8 J                                        |
| gallone-atmosfera (imperiale)                          | US gal atm     | ≡ 1 atm × 1 gal (Imp)                                 | = 460,632 569 25 J                                           |
| British thermal unit (termochimica)                    | BTUth          | ≡ 1 lb/g × 1 calth × 1 °F/°C = 9,489 152 380 4 ÷ 9 kJ | ≈ 1,054 350 kJ                                               |
| British thermal unit (ISO)                             | BTUISO         |                                                       | ≡ 1,0545 kJ                                                  |
| British thermal unit (63 °F)                           | BTU63 °F       |                                                       | ≈ 1,0546 kJ                                                  |
| British thermal unit (60 °F)                           | BTU60 °F       |                                                       | ≈ 1,05468 kJ                                                 |
| British thermal unit (59 °F)                           | BTU59 °F       |                                                       | ≡ 1,054804 kJ                                                |
| British thermal unit (Tabella Internazionale)          | BTUIT          | ≡ 1 lb/g × 1 calIT × 1 °F/°C                          | = 1,055 055 852 62 kJ                                        |
| British thermal unit (media)                           | BTUmean        |                                                       | ≈ 1,05587 kJ                                                 |
| British thermal unit (39 °F)                           | BTU39 °F       |                                                       | ≈ 1,059 67 kJ                                                |
| unità di calore Celsius (Tabella Internazionale)       | CHUIT          | ≡ 1 BTUIT × 1 °C/°F                                   | = 1,899 100 534 716 kJ                                       |
| piede cubico di atmosfera; piede cubico standard       | cu ft atm; scf | ≡ 1 atm × 1 ft³                                       | = 2,869 204 480 934 4 kJ                                     |
| chilocaloria                                           | kcal; Cal      | ≡ 1000 calIT                                          | = 4,1868 kJ                                                  |
| iarda cubica di atmosfera; iarda cubica standard       | cu yd atm; scy | ≡ 1 atm × 1 yd³                                       | = 77,468 520 985 228 8 kJ                                    |
| piede cubico di gas naturale                           |                | ≡ 1000 BTUIT                                          | = 1,055 055 852 62 MJ                                        |
| horsepower-ora                                         | hp·h           | ≡ 1 hp × 1 h                                          | = 2,6845 MJ                                                  |
| kilowattora                                            | B.O.T.U.; kW·h | ≡ 1 kW × 1 h                                          | = 3,6 MJ                                                     |
| thermie                                                | th             | ≡ 1 McalIT                                            | = 4,1868 MJ                                                  |
| therm (USA)                                            |                | ≡ 100 000 BTU59 °F                                    | = 105,4804 MJ                                                |
| therm (UE)                                             |                | ≡ 100 000 BTUIT                                       | = 105,505 585 262 MJ                                         |
| tonnellata equivalente in TNT                          | tTNT           | ≡ 1 Gcalth                                            | = 4,184 GJ                                                   |
| barile equivalente di petrolio                         | bboe           | ≈ 5.8 MBTU59 °F                                       | ≈ 6,12 GJ                                                    |
| tonnellata equivalente di carbone                      | TCE            | ≡ 7 Gcalth                                            | = 29.3076 GJ                                                 |
| tonnellata equivalente di petrolio                     | TOE            | ≡ 10 Gcalth                                           | = 41,868 GJ                                                  |
| quad                                                   |                | ≡ 1015 BTUIT                                          | = 1,055 055 852 62 EJ                                        |

#### Temperatura
| Unità            | Simbolo | Relazione con le unità SI   | Relazione con °C         |
| ---------------- | ------- | --------------------------- | ------------------------ |
| kelvin           | K       | unità fondamentale SI       | T[K] = T[°C] + 273,15    |
| gradi Celsius    | °C      | T[°C] = T[K] − 273,15       |                          |
| rankine          | R; Ra   | T[°R] = 1,8 × T[K]          |                          |
| gradi Fahrenheit | °F      | T[°F] = T[K] × 1,8 − 459,67 | T[°F] = 1,8 × T[°C] + 32 |

### Unità di potenza
| Unità                                     | Simbolo    | Definizione                  | Relazione con le unità SI                                    |
| ----------------------------------------- | ---------- | ---------------------------- | ------------------------------------------------------------ |
| watt (unità SI)                           | W          | ≡ J/s = N·m/s                | = {\displaystyle {\frac {\rm {kg\cdot m^{2}}}{\rm {s^{3}}}}} |
| lusec                                     | lusec      | ≡ 1 L·µmHg/s                 | ≈ 1,333 224 × 10−4 W                                         |
| piede-libbra forza all'ora                | ft lbf/h   | ≡ 1 ft lbf/h                 | ≈ 3,766 161 × 10−4 W                                         |
| centimetro cubico di atmosfera al minuto  | atm ccm    | ≡ 1 atm × 1 cm³/min          | = 1,688 75 × 10−3 W                                          |
| piede-libbra forza al minuto              | ft lbf/min | ≡ 1 ft lbf/min               | = 2,259 696 580 552 334 × 10−2 W                             |
| centimetro cubico di atmosfera al secondo | atm ccs    | ≡ 1 atm × 1 cm³/s            | = 0,101 325 W                                                |
| BTU (Tabella Internazionale) all'ora      | BTUIT/h    | ≡ 1 BTUIT/h                  | ≈ 0,293 071 W                                                |
| atmosfera–piede cubico all'ora            | atm cfh    | ≡ 1 atm × 1 cu ft/h          | = 0,797 001 244 704 W                                        |
| piede-libbra forza al secondo             | ft lbf/s   | ≡ 1 ft lbf/s                 | = 1,355 817 948 331 400 4 W                                  |
| litro di atmosfera al minuto              | L·atm/min  | ≡ 1 atm × 1 L/min            | = 1,688 75 W                                                 |
| caloria (IT) al secondo                   | calIT/s    | ≡ 1 calIT/s                  | = 4,1868 W                                                   |
| BTU (IT) al minuto                        | BTUIT/min  | ≡ 1 BTUIT/min                | ≈ 17,584 264 W                                               |
| atmosfera–piede cubico al minuto          | atm·cfm    | ≡ 1 atm × 1 cu ft/min        | = 47,820 074 682 24 W                                        |
| litro-atmosfera al secondo                | L·atm/s    | ≡ 1 atm × 1 L/s              | = 101,325 W                                                  |
| horsepower (metrico)                      | hp         | ≡ 75 m kgf/s                 | = 735,498 75 W                                               |
| horsepower (elettrico, europeo)           | hp         | ≡ 75 kp·m/s                  | = 736 W                                                      |
| horsepower (imperiale, meccanico)         | hp         | ≡ 550 ft lbf/s               | = 745,699 871 582 270 22 W                                   |
| horsepower (imperiale, elettrico)         | hp         |                              | ≡ 746 W                                                      |
| poncelet                                  | p          | ≡ 100 m kgf/s                | = 980,665 W                                                  |
| BTU (IT) al secondo                       | BTUIT/s    | ≡ 1 BTUIT/s                  | = 1,055 055 852 62 × 10³ W                                   |
| atmosfera-piede al secondo                | atm cfs    | ≡ 1 atm × 1 cu ft/s          | = 2,869 204 480 934 4 × 10³ W                                |
| boiler horsepower                         | bhp        | ≈ 34,5 lb/h × 970,3 BTUIT/lb | ≈ 9,810 657 × 10³ W                                          |

### Unità del momento angolare
| Unità     | Simbolo | Definizione | Relazione con le unità SI |
| --------- | ------- | ----------- | ------------------------- |
| unità SI  | J·s     |             | ≡ kg·m²/s                 |
| unità cgs | erg·s   |             | = 10−7 J·s                |

### Unità di intensità di corrente
| Unità                                        | Simbolo  | Definizione     | Relazione con le unità SI |
| -------------------------------------------- | -------- | --------------- | ------------------------- |
| ampere                                       | A        |                 | (unità fondamentale SI)   |
| esu per secondo; statampere (unità cgs)      | esu/s    | ≡ (0.1 A·m/s)/c | ≈ 3,335 641 × 10−10 A     |
| unità elettromagnetica; abampere (unità cgs) | abA o Bi |                 | ≡ 10 A                    |

### Unità di carica elettrica
| Unità                                                   | Simbolo        | Definizione   | Relazione con le unità SI |
| ------------------------------------------------------- | -------------- | ------------- | ------------------------- |
| coulomb (unità SI)                                      | C              |               | ≡ A·s                     |
| unità di carica atomica                                 | au             | ≡ e           | ≈ 1,602 176 462 × 10−19 C |
| statcoulomb; franklin; unità elettrostatica (unità cgs) | statC; Fr; esu | ≡ (0.1 A·m)/c | ≈ 3,335 641 × 10−10 C     |
| abcoulomb; unità elettromagnetica (unità cgs)           | abC; emu       |               | ≡ 10 C                    |
| faraday                                                 | F              | ≡ NA·e        | ≈ 96,4853383 kC/mol       |

### Unità di potenziale elettrico / tensione elettrica / forza elettromotrice
| Nome                 | Simbolo | Definizione    | Relazione con le unità SI                                           |
| -------------------- | ------- | -------------- | ------------------------------------------------------------------- |
| volt (unità SI)      | V       |                | ≡ {\displaystyle {\frac {\rm {kg\cdot m^{2}}}{\rm {A\cdot s^{3}}}}} |
| abvolt (unità cgs)   | abV     |                | ≡ 1 × 10−8 V                                                        |
| statvolt (unità cgs) | statV   | ≡ c·(1 µJ/A·m) | = 299,792 458 V                                                     |

### Unità di resistenza elettrica
| Nome           | Simbolo | Definizione | Relazione con le unità SI |
| -------------- | ------- | ----------- | --- |
| ohm (unità SI) | Ω       | ≡ V/A       | = {\displaystyle {\frac {\rm {kg\cdot m^{2}}}{\rm {A^{2}\cdot s^{3}}}}(={\frac {\rm {kg\cdot m^{2}}}{\rm {A\cdot s^{3}}}}\cdot {\frac {1}{A}})} |

### Unità di viscosità dinamica
| Unità                         | Simbolo | Definizione | Relazione con le unità SI |
| ----------------------------- | ------- | ----------- | ------------------------- |
| pascal per secondo (unità SI) | Pa·s    | ≡ (N/m²)·s  | = kg/(m·s)                |
| poise (unità cgs)             | P       |             | ≡ 10−1 Pa·s               |

### Unità di viscosità cinematica
| Unità              | Simbolo | Definizione | Relazione con le unità SI |
| ------------------ | ------- | ----------- | ------------------------- |
| unità SI           | m²/s    |             | ≡ m²/s                    |
| stokes (unità cgs) | St      |             | ≡ 10−4 m²/s               |